# Megaladapis
Megaladapis é um gênero extinto de lêmures que viveu no Holoceno há 2.000 anos. Popularmente são denominados lêmures-gigantes. Tinha dedos longos o que o tornava um grande escalador de árvores, podia chegar a 2 m de altura apoiado aos pés e podia pesar 230 kg. Era herbívoro e viveu em Madagáscar.